# رالستونيويات
رالستونيويات (الاسم العلمي: Ralstoniaceae) هي فصيلة من البكتيريا، سلبية الغرام، تتبع رتبة البيركهولدريات.